# Руслан Сулеиманович Бзаров
Руслан Сулеиманович Бзаров (рус. Руслан Сулейманович Бзаров; Баку, 14. јун 1958) је руски историчар.